# BMW Vision ConnectedDrive
La BMW Vision ConnectedDrive est un concept car roadster, du constructeur automobile allemand BMW, présenté au salon international de l'automobile de Genève 2011.

## Concept
La BMW Vision ConnectedDrive est une étude de conception destinée à donner un visage à l’état actuel de la recherche sur les technologies futures dans le domaine de la conduite connectée. Ce concept expérimente tout particulièrement le système « ConnectedDrive » (interconnexion intelligente entre le conducteur, son véhicule et le monde extérieur) avec toutes les techniques de pointe connues, pour l'aide à la conduite automobile, affichées sur écran à cristaux liquides et affichage tête haute... 

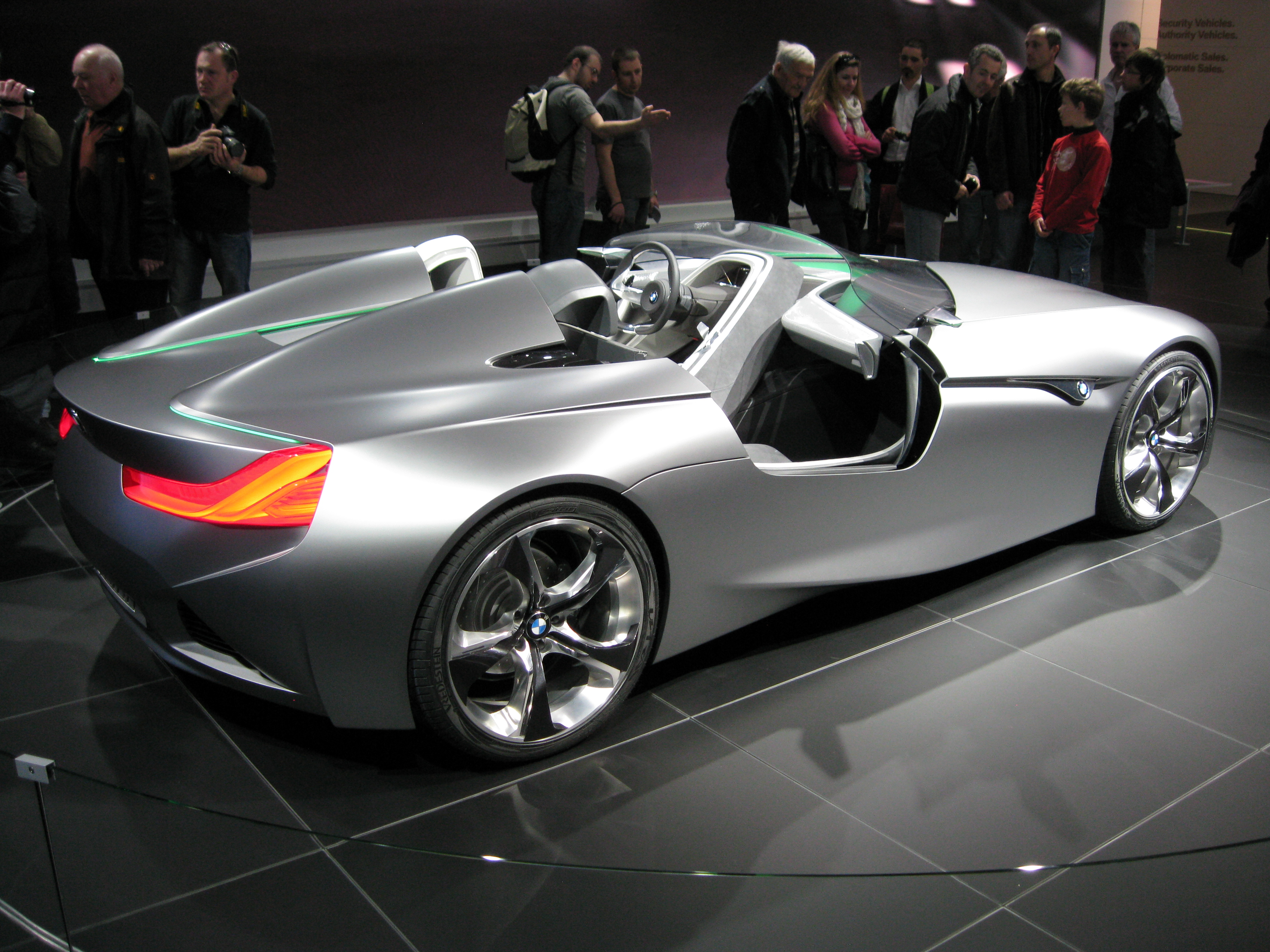
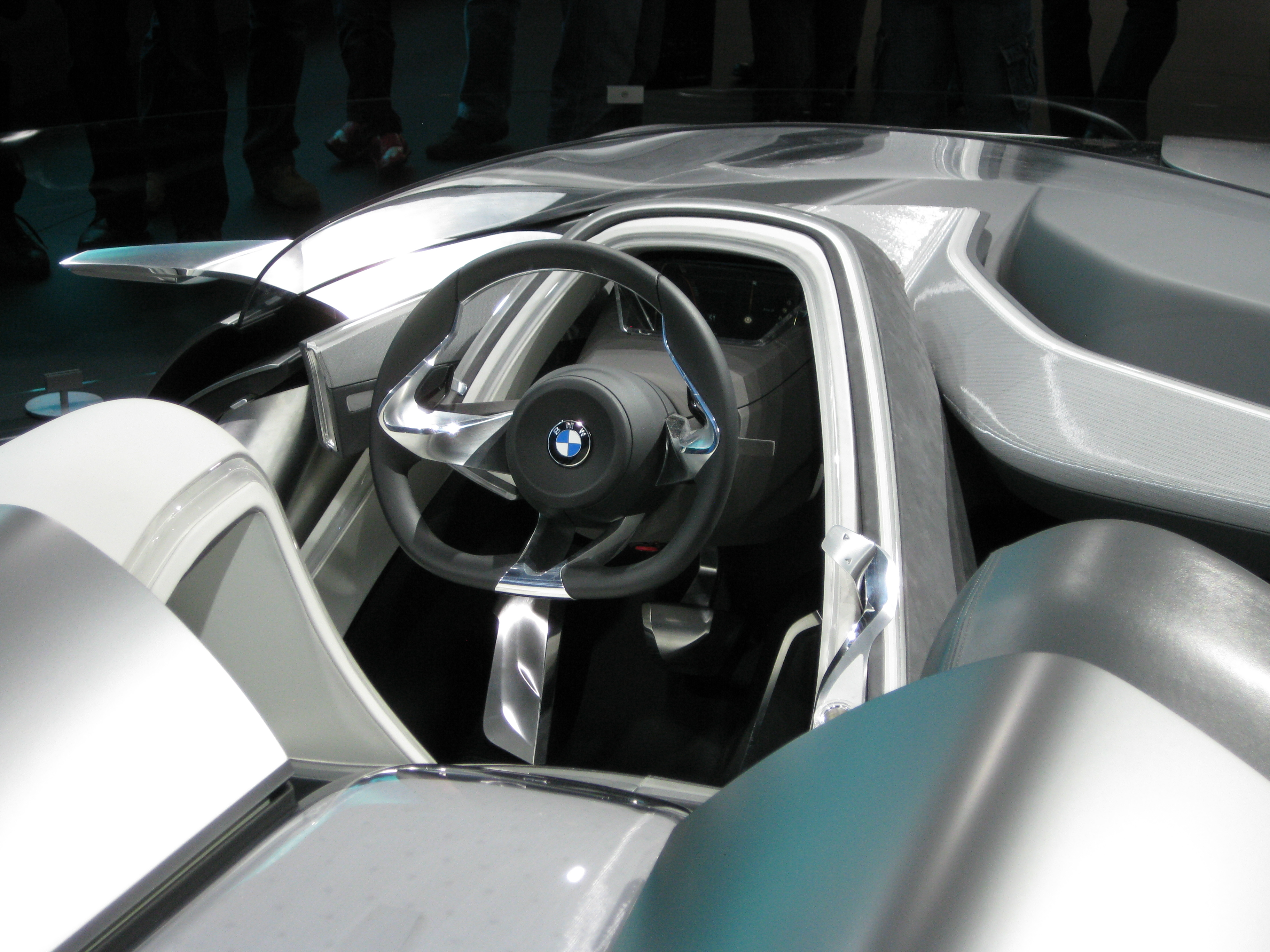
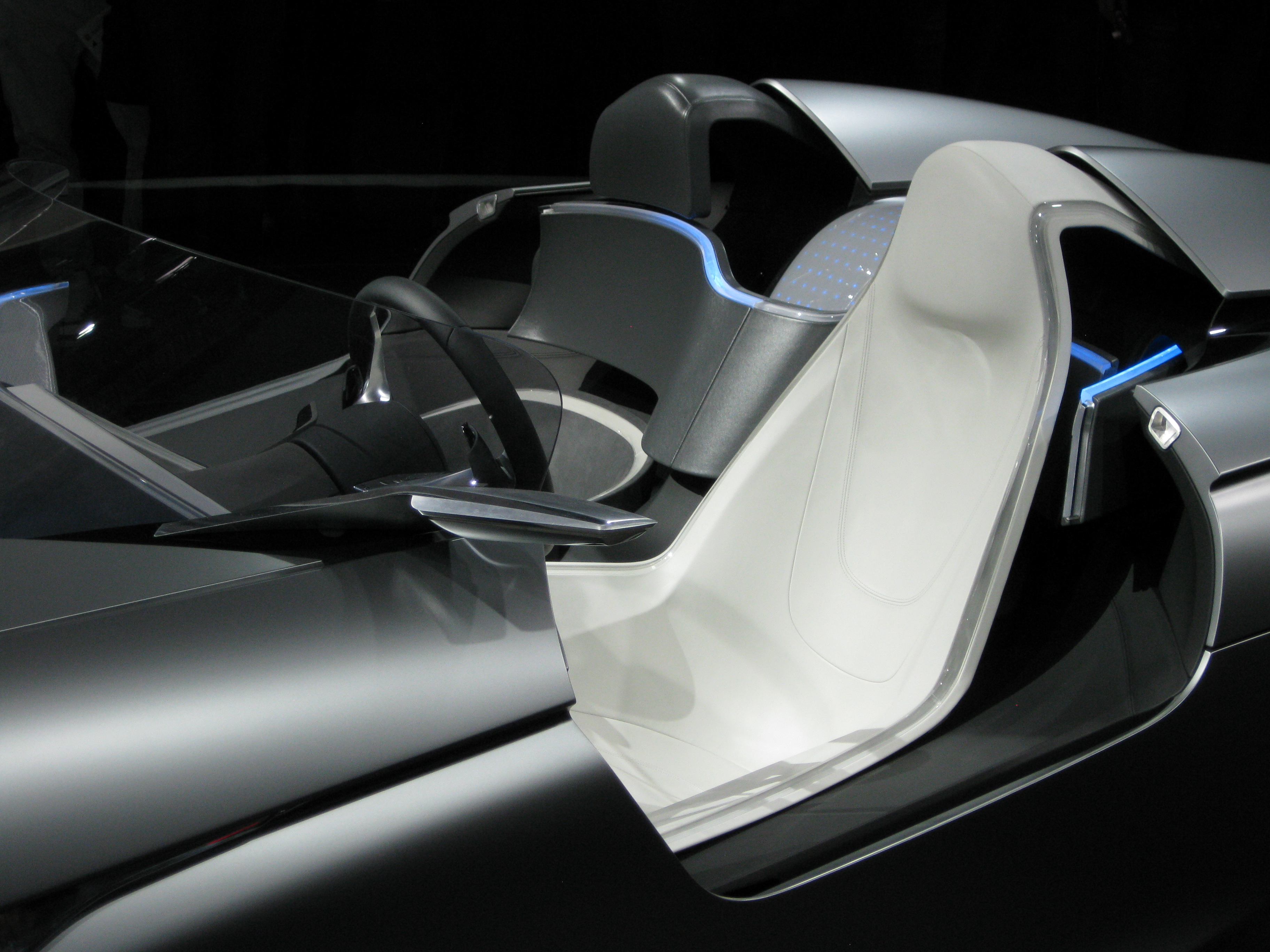
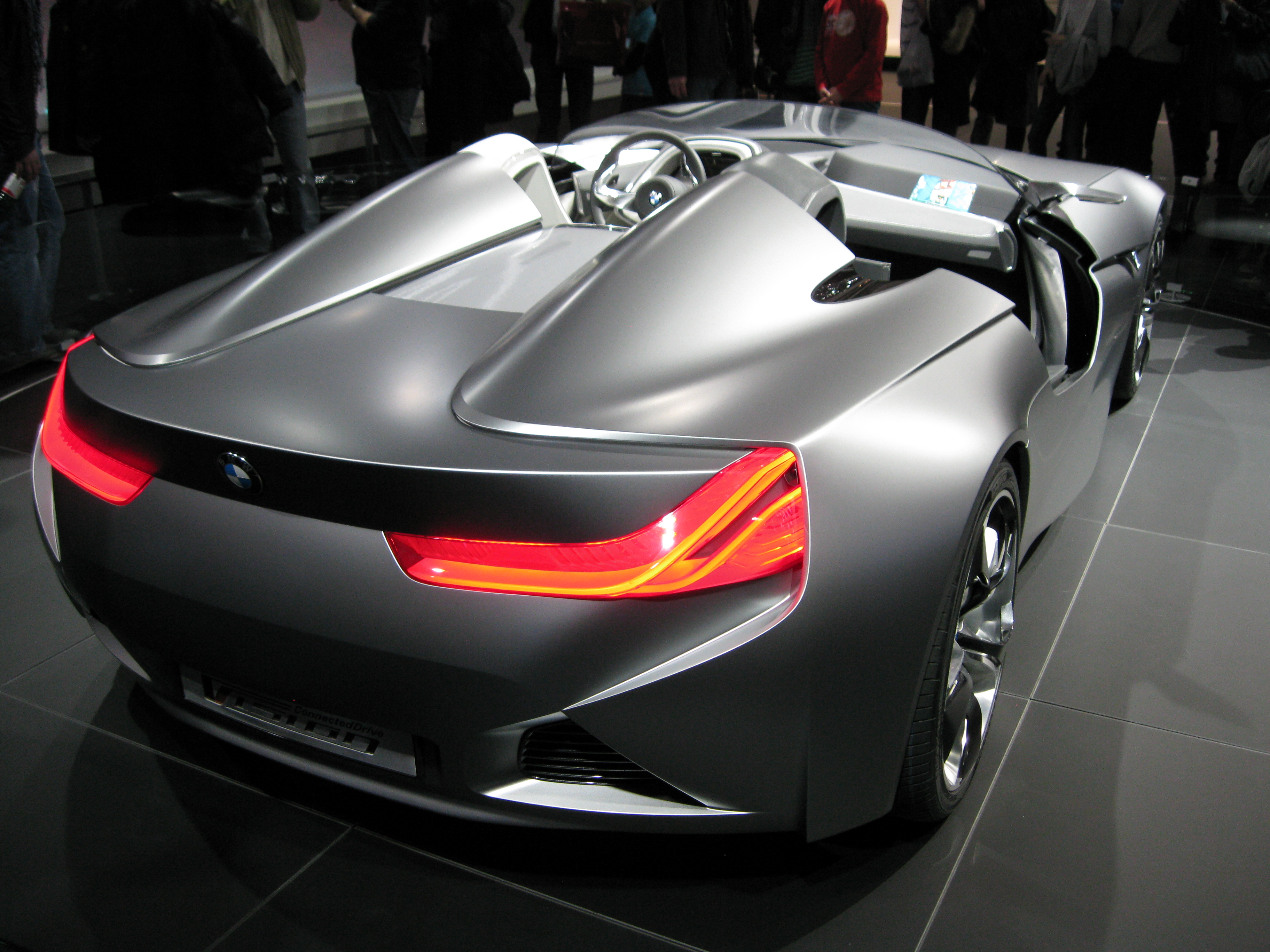

## Conception
Après la BMW Gina de 2008, ce roadster réalisé par les designers BMW Adrian van Hooydonk et Juliane Blasi, s’inscrit dans la lignée du concept car BMW Vision Efficient Dynamics (BMW i8), du salon de l'automobile de Francfort 2009. Contrairement à la BMW Vision EfficientDynamics, l’équipe de designers autour d’Adrian van Hooydonk a opté pour un concept de roadster ouvert. 

### Extérieur
En regardant l’extérieur de la Vision ConnectedDrive, on remarque qu’en plus du langage de conception actuel de BMW, que les portes escamotables sont inspirées de celles des BMW Z1 de 1989. Outre des proportions de roadster indéniables, telles que le long capot et l’habitacle reculé, le caractère sportif est souligné par une silhouette plate et des jantes de 20 pouces.
La production lumineuse, que l’on retrouve aussi bien à l’extérieur qu’à l’intérieur, est particulièrement frappante. En commençant par le "Cone of Vision" jusqu’à la section arrière, le conducteur (ainsi que le passager avant) est entouré de guides de lumière qui brillent en rouge, bleu ou vert. Des capteurs sont intégrés aux feux avant et arrière, qui surveillent en permanence l’environnement et communiquent avec les autres véhicules. Ceci est destiné à avertir le conducteur d’éventuelles situations dangereuses.

### Intérieur
Avec cette Vision, BMW se concentre clairement sur le conducteur. C’est ainsi que le véhicule et ses fonctions ont été conçus pour le conducteur et le passager avant. Une autre particularité est le soi-disant "Layer Design". Avec la Vision ConnectedDrive, l’intérieur est divisé en trois niveaux, confort, infodivertissement et sécurité. Cette structure n’était pas aléatoire, mais destinée à représenter un domaine du ConnectedDrive de BMW. Les guides de lumière soulignent cela avec des couleurs, vert (confort), bleu (infodivertissement) et orange (sécurité). En plus des éléments d’affichage librement programmables et d’un affichage tête haute, il existe également un écran tactile pour le passager avant qui fournit des informations adaptées à la situation et à l’environnement. BMW appelle ce concept "Emotional Browser".
L'habitacle ultra-futuriste semble inspiré entre autres du film Tron de Steven Lisberger de 1982, avec de nombreux jeux de lumière à base de led et de néons.

## Technologie
Des capteurs fixés au véhicule permettent au véhicule de communiquer avec son environnement. Des fonctions telles que la micronavigation ou l"Emotional Browser", qui s’appuie sur des services dits basés sur la localisation, montrent à quoi pourrait ressembler la conduite de demain. De plus, l’intégration des smartphones et d’Internet dans le véhicule joue un rôle important.